# Eunitidula sublaevis
Eunitidula sublaevis är en skalbaggsart som beskrevs av Sharp 1908. Eunitidula sublaevis ingår i släktet Eunitidula och familjen glansbaggar. Inga underarter finns listade i Catalogue of Life.